# محمد بن سنان
محمد بن سنان که از وی با ابن سنان نیز یاد شده‌است، از راویان پر روایت شیعی محسوب می‌شود. از وی در منابع ۷۹۷ بار یاد شده‌است. وی از اصحاب جعفر صادق بوده‌است و در منابع در خصوص وثافتش اختلافاتی گزارش شده‌است. طوسی نام کامل او را محمد بن سنان بن طریف الهاشمی دانسته است و نام برادرش را عبدالله گزارش می‌کند. شخص دیگری با نام محمد بن سنان زاهری نیز با وی هم نام است وی به غلو نیز متهم است.